# Royal Aircraft Factory S.E.2

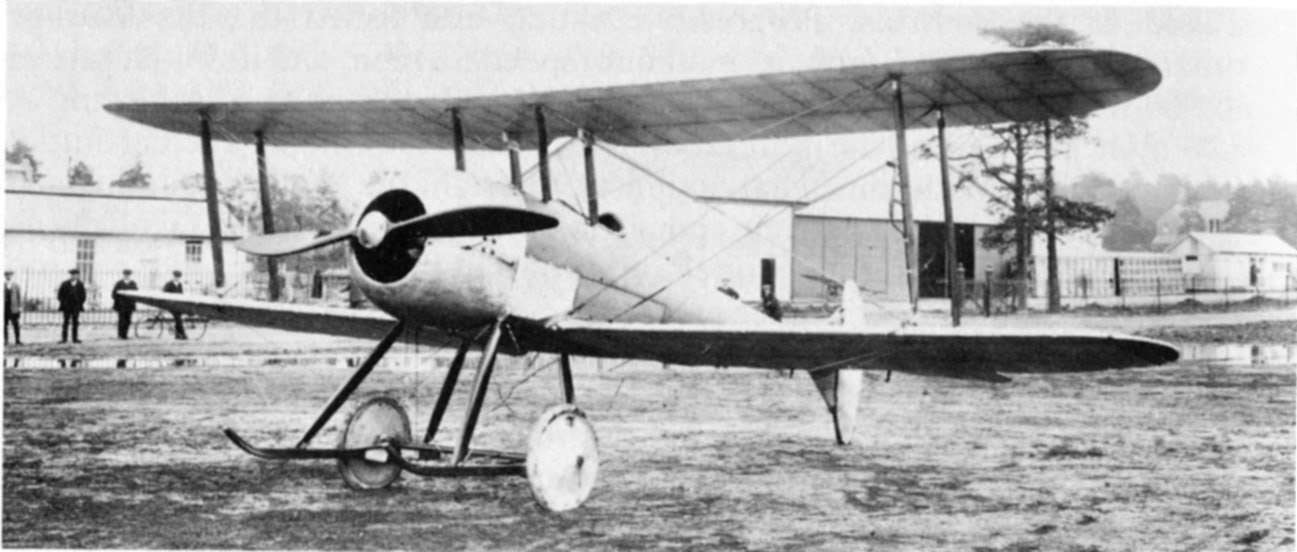
The Royal Aircraft Factory S.E.2 im Oktober 1913

Die Royal Aircraft Factory S.E.2 war ein britischer Doppeldecker und kam ab 1914 im Ersten Weltkrieg zum Einsatz.

## Entwicklung
Die erste S.E.2 (S.E.=Santos Experimental) wurde mit der Seriennummer 609 am 17. Februar 1914 dem Royal Flying Corps geliefert und von der 5. und der 3. Squadron erfolgreich getestet.
Der Typ erschien zu Kriegsausbruch in der überarbeiteten Version S.E.2a und wurde am 27. Oktober 1914 über den Kanal in den Einsatz bei der 3. Squadron überführt. Die Maschine wurde von Lt. Sherkleton geflogen und später mit seitlich am Rumpf versehenen Gewehren bewaffnet. Die Maschine blieb bis März 1915 im Einsatz, als sie nach einer Bombenexplosion schwer beschädigt nach England zurücktransportiert wurde.
Da die Flugleistungen des Konkurrenten Bristol Scout überlegen waren, wurde von einer weiteren Produktion der S.E.2a abgesehen. Eine Weiterentwicklung war die S.E.4, die mit einem 100 PS starken Monosoupape-Motor eine beeindruckende Höchstgeschwindigkeit von 217 km/h zeigte. Der einzige Prototyp ging jedoch nicht in Produktion, die Maschine wurde nach einer Bruchlandung verschrottet.

### S.E.2 im Leistungsvergleich (etwa Ende 1914)
| Name              | Land                   | Motorstärke | max. Geschwindigkeit | Startmasse | MG  | Gipfelhöhe |
| ----------------- | ---------------------- | ----------- | -------------------- | ---------- | --- | ---------- |
| S.E.2             | Vereinigtes Königreich | 80 PS       | 155 km/h             | 544 kg     | 0   | 4600 m     |
| Sopwith Tabloid   | Vereinigtes Königreich | 100 PS      | 148 km/h             | 481 kg     | 0–1 | 2000 m     |
| Bristol Scout D   | Vereinigtes Königreich | 80 PS       | 161 km/h             | 567 kg     | 1   | 4900 m     |
| Morane-Saulnier L | Frankreich             | 80 PS       | 123 km/h             | 480 kg     | 0–1 | 4700 m     |
| Pfalz A.I         | Deutsches Reich        | 80 PS       | 135 km/h             | 615 kg     | 0   | … m        |

## Technische Daten (S.E.2a)
| Kenngröße             | Daten S.E.2a                                |
| --------------------- | ------------------------------------------- |
| Besatzung             | ein Pilot                                   |
| Länge                 | 6,25 m                                      |
| Spannweite            | 8,38 m                                      |
| Höhe                  | 2,39 m                                      |
| Startmasse            | 544 kg                                      |
| Antrieb               | 1 × Gnôme Umlaufmotor mit 80 PS (ca. 60 kW) |
| Höchstgeschwindigkeit | 155 km/h                                    |
| Dienstgipfelhöhe      | 4600 m                                      |
| Flugdauer             | 2:30 h                                      |